# Up Your Alley
Albums de Joan Jett and the Blackhearts
Good Music
(1986) The Hit List
(1990)
Up Your Alley est le sixième album de Joan Jett and the Blackhearts sorti en 1988.

## Liste des chansons
| No  | Titre                        | Durée |
| --- | ---------------------------- | ----- |
| 1.  | I Hate Myself for Loving You | 4:07  |
| 2.  | Ridin' with James Dean       | 3:17  |
| 3.  | Little Liar                  | 4:01  |
| 4.  | Tulane                       | 2:54  |
| 5.  | I Wanna Be Your Dog          | 5:12  |
| 6.  | I Still Dream About You      | 3:23  |
| 7.  | You Want In, I Want Out      | 4:15  |
| 8.  | Just Like in the Movies      | 3:05  |
| 9.  | Desire                       | 3:53  |
| 10. | Back It Up                   | 3:31  |
| 11. | Play That Song Again         | 3:42  |